# 圣埃斯特万德诺加莱斯
圣埃斯特万德诺加莱斯，是西班牙卡斯蒂利亚-莱昂莱昂省的一个市镇。 总面积32平方公里，总人口335人（001年），人口密度10人/平方公里。